# David Sylvian
David Sylvian (nascido David Alan Batt, Beckenham, Kent, 23 de Fevereiro de 1958) é um cantor e músico inglês que adquiriu proeminência no final dos anos 70 como vocalista e principal compositor do grupo de new romantic Japan. O crítico Jason Ankeny, no Allmusic, descreve sua carreira: "uma carreira esotérica e de longo alcance que abrangeu não só discos solo como também uma série fascinante de colaborações, incluindo fascinantes incursões em cinema, fotografia e arte moderna". Dentre os músicos que tocaram ou gravaram com Sylvian, estiveram desde músicos de jazz e de vanguarda, como Mark Isham, John Taylor, Kenny Wheeler, David Torn[carece de fontes?] e Derek Bailey, até músicos de rock progressivo e krautrock, como Robert Fripp, Bill Nelson e Rolger Czukay. Também se destaca na maioria dos seus discos a presença de seu irmão, Steve Jansen, na bateria, outro ex integrante do Japan, e do tecladista nipônico Ryuichi Sakamoto.

## História

### 1974-2000: Japan e carreira solo na Virgin

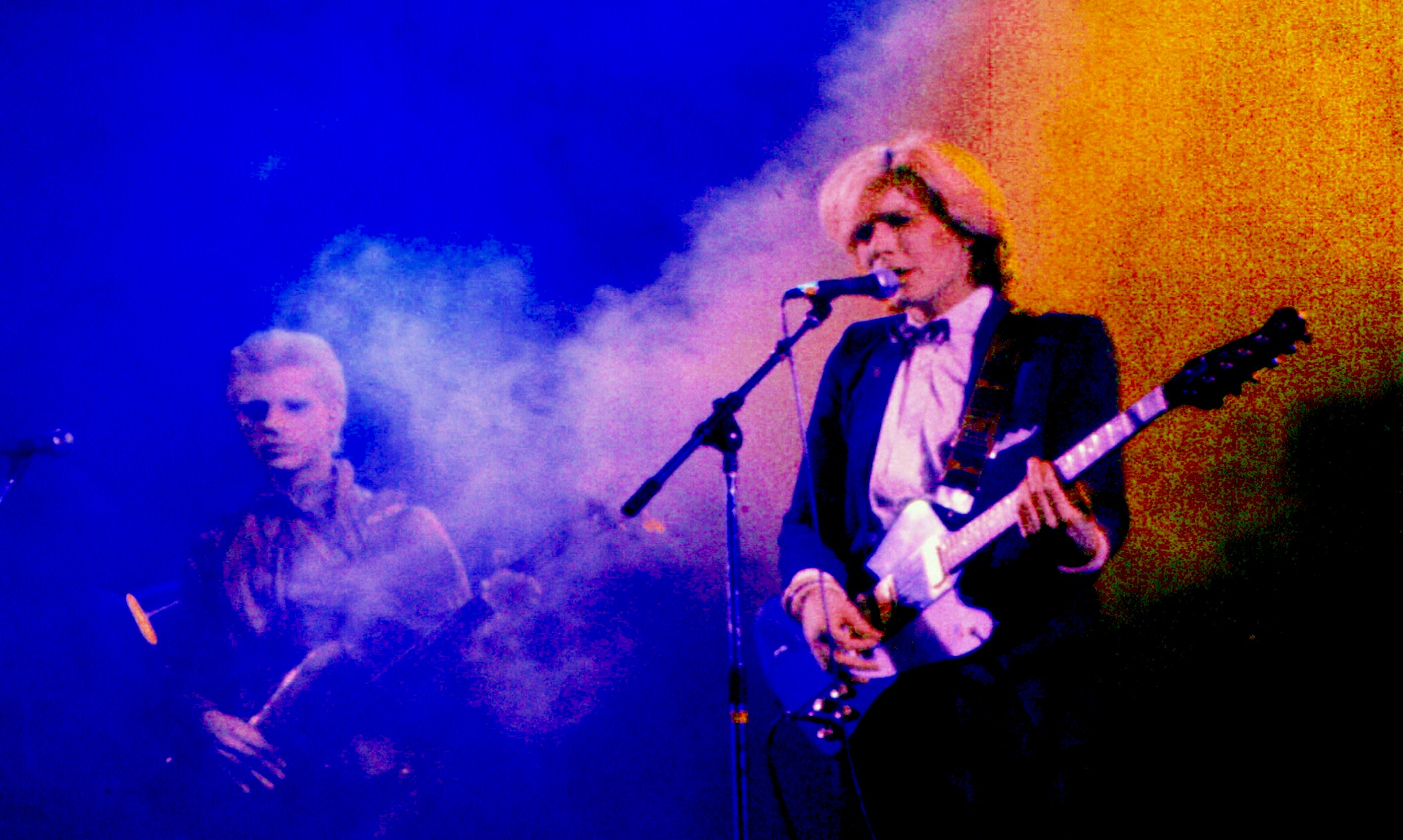
David Sylvian e banda Japan em Toronto, 1979.

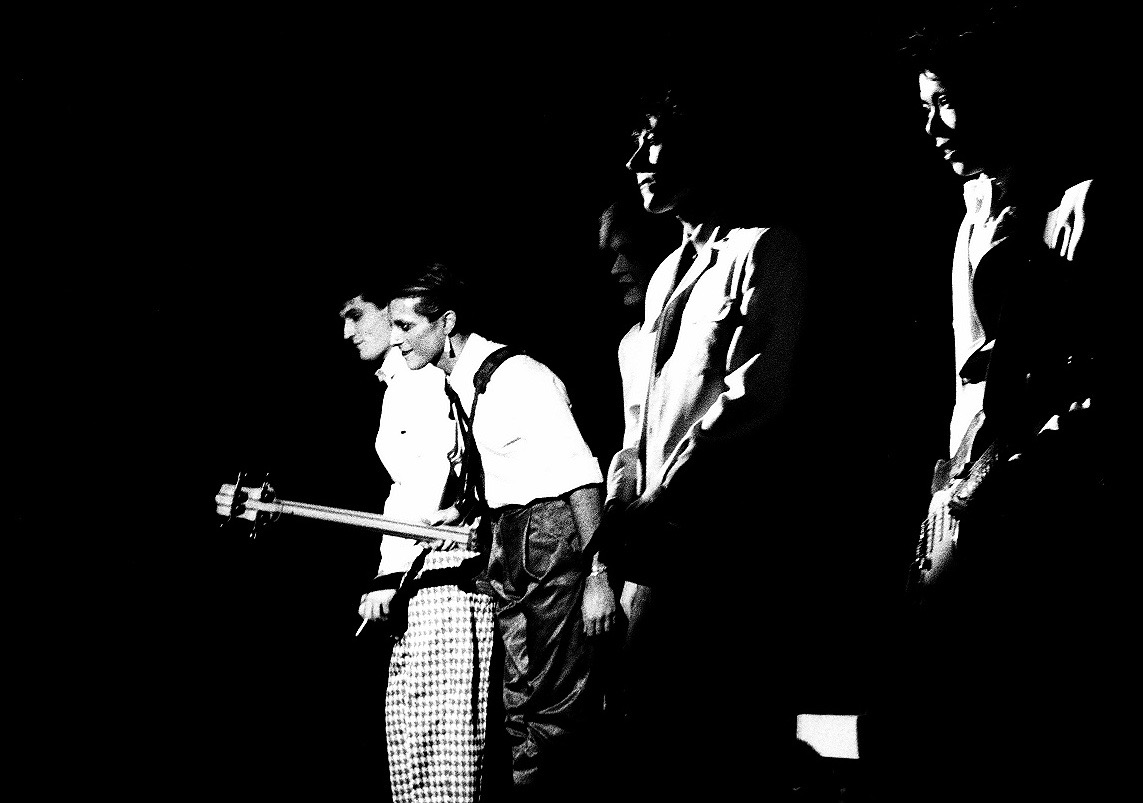
Em Londres, 1982.

Entre 1974 e 1982, ele foi vocalista da banda de new romantic Japan, que durou oito anos e lançou cinco discos de estúdio e um disco ao vivo (além de alguns singles) pela Ariola, Hansa e Virgin; dissolvendo-se o grupo na mesma época em que Sylvian gravava seu primeiro trabalho solo pela Virgin, o single de "Bamboo Houses" / "Bamboo Music", em colaboração com o ex músico da Yellow Magic Orchestra, Ryuichi Sakamoto; que já havia colaborado com Sylvian em 1980 na música "Taking Islands In Africa", do Japan, e que seria um colaborador frequente. Em 1983, ambos participam novamente da parceria, com a música "Forbidden Colours" (que atingiu posição #16 da parada inglesa, segundo o The Official Charts Company), presente no filme de Nagisa Oshima, Merry Christmas, Mr. Lawrence, com David Bowie e o próprio Sakamoto nos papéis principais. Entre 1984 e 2000, David Sylvian lançou material em LP e CD pela gravadora Virgin Records[carece de fontes?] (que já lançava discos com Sylvian nos vocais desde Gentlemen Take Polaroids, do Japan, totalizando vinte anos do cantor em seu catálogo).[carece de fontes?] Seu primeiro disco foi o jazzístico Brilliant Trees, de 1984,[carece de fontes?] que lhe rendeu os singles das músicas "Red Guitar" (que chegou na posição #17 das paradas, segundo o The Official Charts Company), "The Ink In The Well" (#36) e "Pulling Punches" (#56). Dentre os integrantes das sessões de gravação estiveram os músicos Ryuichi Sakamoto, Holger Czukay, Jon Hassell, Steve Jansen e Kenny Wheeler. O produtor foi Steve Nye (que ajudara a produzir Tin Drum e que produziu seus três primeiros discos solo mais populares).[carece de fontes?] O disco posterior foi o etéreo Gone to Earth, de 1986, que continha dois LPs; o primeiro disco sendo quase todo constituído por uma suíte de faixas com vocais e o segundo disco contendo uma série de temas instrumentais. Nas sessões estiveram os músicos Bill Nelson e Robert Fripp, além de Steve Jansen e Kenny Wheeler.[carece de fontes?] As músicas mais comerciais deste disco, e que saíram em single, foram "Taking The Veil" (posição #53 nas cartas) e "Silver Moon" (#83). Entre Brilliant Trees e Gone to Earth sai o primeiro disco da obra experimental e instrumental de Sylvian, conhecido por Alchemy: An Index of Possibilities, e que continha a sequência "Words With The Shaman", "Preparations for a Journey" e "Steel Cathedrals". Estes dois últimos títulos também se tornaram documentários lançados em vídeo, no ano de 1985, pelo cantor.
1987 foi o ano do lançamento de seu disco Secrets of The Beehieve. A resenha em seu site já indica: "o álbum contém muitas das músicas mais pessoais de Sylvian e que se firmaram como favoritas dentre muitos de seus ouvintes", músicas como "Orpheus", "When Poets Dreamed of Angels", "Let The Happiness In" e "Waterfront". Mesmo assim, o disco vendeu menos que os anteriores segundo as posições no The Official Charts Company, com Brilliant Trees atingindo #4 das paradas e este #37. Também foi a época do lançamento do segundo disco solo, Dreams of Reason Produce Monsters, do baixista do Japan, Mick Karn, contendo as músicas "Buoy" e "When Love Walks In" com Sylvian nos vocais.[carece de fontes?] No ano seguinte, David inicia uma colaboração com Rolger Czukay, da banda de krautrock Can, no disco Plight & Premonition, para terminar a década, em 1989, com Flux & Mutability (também com Czukay) e com o single de "Pop Song". No mesmo ano, a Virgin disponibiliza uma caixa sua de material solo dos anos 80, intitulada Weatherbox. Entre 1989 e 1990, David também se reúne com músicos do Japan em estúdio para a formação do grupo Rain Tree Crow, que lança seu disco em 1991. A dissolução traumática desta banda resultou em algum tempo sem seu irmão Jansen, que estava tocando junto a outros integrantes do Japan no período em que Sylvian lança outro single com Sakamoto, "Heartbeat (Tainai Kaiki II)", e seu disco mais roqueiro; uma colaboração entre David Sylvian e Robert Fripp, do King Crimson, conhecida por The First Day e que apresentava, além de Fripp na guitarra, Trey Gunn no chapman stick, Jerry Marotta na bateria e Marc Anderson na percussão. O disco de Fripp e Sylvian sai em 1993, e ainda resulta numa luxuosa edição ao vivo contendo algum material inédito e anterior, Damage, com as músicas gravadas pelo grupo no London Albert Hall e lançadas em 1994.[carece de fontes?] Inclui uma versão de "Every Colour You Are", do Rain Tree Crow, e teve uma reedição em embalagem acrílica comum e nova mixagem, em 2001, pela Venture. Também em 1994, David cria uma instalação multimídia em parceria com os artistas Russell Mills e Ian Walton, conhecida por "Redemption - Approaching Silence", este último título sendo o nome da música experimental resultante e do CD que sai em 1999 pela Venture. David, por esta época, está casado com a cantora Ingrid Chavez,[carece de fontes?] mas o relacionamento de David Sylvian com a gravadora Virgin se rompe no final dos anos 90; lançando o cantor, no mesmo ano, o último álbum pela Virgin, Dead Bees on a Cake (contendo o hit "I Surrender", que chegou na posição #40 nas cartas segundo o Chart Archive), gravado com Kenny Wheeler, Bill Frisell, Ryuichi Sakamoto, Steve Jansen, Marc Ribot e o tocador de tabla Talvin Singh. Em 2000, a Virgin lança a coletânea dupla, em CD, Everything and Nothing, com muito material inédito, como "The Scent of Magnolia", "Ride" e "Cover me With Flowers", além de algum material do Japan em novas versões.[carece de fontes?]

### 2001-atualidade: Venture / Samadhisound
Em 2000 David Sylvian remixa, e lança em 2001, uma nova edição do ao vivo Damage, junta-se aos músicos do projeto N.M.L. No More Landmine (lançando o single Zero Landmine); além de lançar em CD duplo a coletânea de sua música experimental pela Virgin, Camphor, em 2002.[carece de fontes?] Monta, então, um selo de gravação de sua música e de outros artistas que demonstrem características de experimentação musical, o Samadhisound. O primeiro trabalho, em 2003, foi um disco solo seu, Blemish, onde David radicaliza na experimentação com frequências eletrônicas, gravando neste disco também algum material com o violonista de vanguarda Derek Bailey. Segundo a discografia em seu site: "David gastou um mês para escrever e gravar o disco, enquanto dava uma pausa em outro projeto com seu irmão Jansen".[carece de fontes?] Este projeto seria a banda Nine Horses, montada por Jansen, Sylvian e o artista eletrônico Burnt Friedman, mais comercial, que lançou o CD Snow Borne Sorrow em 2005, o single de "Wonderful World" em 2006 e o EP Money For All em 2007. Em 2003, também sai pela Samadhisound a colaboração com Sakamoto, "World Citizen", com várias versões da música tema, incluindo os músicos Skúli Sverrisson e Amedeo Pace e, em 2004, sai uma coletânea de remixes de Blemish, conhecida por The Good Son Vs. The Only Daughter. Entre 2006 e 2007, é montada uma instalação para o museu de arte da fundação Naoshima Fukutake, e a música resultante desta obra sai em 2009, com o título When Loud Weather Buffeted Naoshima, em edição limitada, gravada com Clive Bell, Christian Fennesz (que já havia participado em Blemish, na música "A Fire In The Forest"), Arve Henriksen e Akira Rabelais.[carece de fontes?]
A partir de 2007, a obra de Sylvian adquire uma conotação de radicalismo experimental e hermético, porém ainda sublime, com os discos Manafon (2009), a coletânea de músicas de sua gravadora, Sleepwalkers (2010), e o disco de remixes de músicas de Manafon, Died In The Wool: Manafon Variations (em 2011). No início de 2012, a Virgin lança a coletânea, em CD duplo, A Victim of Stars 1982-2012, que contém a inédita "Where's Your Gravity?".
Também no início de 2012, David teve que cancelar algumas turnês por problemas de saúde. Em setembro de 2012, ocorre o lançamento do álbum de estréia do projeto LAND, intitulado Night Within e lançado com David nos vocais da faixa "Nothing Is Happening Everywhere". Neste mesmo ano, são lançados Uncommon Deities, um projeto miltimídia com Jan Bang, Erik Honoré, Sidsel Endresen e Arve Henriksen, resultando não em um documento desta instalação, mas uma reinvenção com os poemas e leituras de Sylvian colocados em novas configurações; e também o álbum Wandermüde, com o músico eletroacústico Stephan Mathieu e contendo material de origem instrumental, trabalhado sobre os arquivos das sessões de Blemish. 2014 foi o ano do lançamento do disco There's a Light That Enters Houses With no Other House in Sight; uma colaboração com o ganhador do Prêmio Pulitzer, Franz Wright, com contribuições de Christian Fennesz e John Tilbury. O lançamento esteve disponível em três edições, algumas contendo colaborações gráficas e fotográficas de Chris Bigg e Nicholas Hughes, e outros três fotógrafos, segundo o site do cantor:[carece de fontes?]
Em 18 de abril de 2015 é lançada, no Record Store Day, uma nova edição do single "Bamboo Houses" / "Bamboo Music", em 7". O lançamento é limitado a 1 000 cópias e contém arte de capa dirigida por David, desenhada por Chris Bigg e com imagens feitas por Yuka Fujii Em outubro é lançado um novo EP, Playing The Schoolhouse, gravado na Noruega em março e resultante de uma improvisação por Jan Bang e Sylvian, também apresentando contribuições de Otomo Yoshihide e Toshimaru Nakamura.[carece de fontes?] Neste mesmo período é lançado, em uma edição limitada a 3 000 cópias, o livro Hypergraphia: The Writings of David Sylvian 1980–2014, que contém as suas letras e poesia (muitas publicadas pela primeira vez), cobrindo trinta e cinco anos de sua carreira e com três entrevistas, também acompanhado por uma coleção de imagens de obras de arte feitas por Sylvian, ou com sua curadoria.

## Discografia principal
- 1978-1983 - Japan
- "Bamboo Houses" / "Bamboo Music" (Virgin: 1982) - single com Ryuichi Sakamoto
- "Forbidden Colours" (Virgin: 1983) - single com Ryuichi Sakamoto
- Brilliant Trees (Virgin: 1984) - álbum
- Alchemy: An Index of Possibilities (Virgin: 1985) - álbum
- Gone to Earth (Virgin: 1986) - álbum
- "Buoy" (Virgin: 1987) - single com Mick Karn
- Secrets of The Beehieve (Virgin: 1987) - álbum
- Plight & Premonition (Venture: 1988) - álbum com Holger Czukay
- Flux & Mutability (Venture: 1989) - álbum com Holger Czukay
- "Pop Song" (Virgin: 1989) - single
- Weatherbox (Virgin: 1989) - caixa com material pela Virgin
- Rain Tree Crow (Virgin: 1991) - álbum
- "Heartbeat (Tainai Kaiki II)" (Virgin: 1992) - single com Ryuichi Sakamoto
- The First Day (Virgin: 1993) - álbum com Robert Fripp
- "Darshan (the road to Graceland)" (Virgin: 1993) - single com Robert Fripp
- Damage (Virgin: 1994) - álbum ao vivo com Robert Fripp
- Dead Bees on a Cake (Virgin: 1999) - álbum
- Approaching Silence (Venture: 1999) - álbum
- Everything and Nothing (Virgin: 2000) - coletânea
- "Zero Landmine" - N.M.L. (WEA - Japão: 2001) - single com Sakamoto e vários artistas
- Damage (Venture: 2001) - álbum ao vivo com Robert Fripp, remixado por Sylvian
- Camphor (Venture: 2002) - coletânea
- Blemish (Samadhisound: 2003) - álbum
- "World Citizen" (Samadhisound: 2003) - single com Ryuichi Sakamoto
- The Good Son Vs. The Only Daughter (Samadhisound: 2004) - álbum de remixagens de Blemish
- Snow Borne Sorrow (Samadhisound: 2005) - álbum, como Nine Horses
- "Wonderful World" (Samadhisound: 2006) - single, como Nine Horses
- Money For All (Samadhisound: 2007) - EP, como Nine Horses
- When Loud Weather Buffeted Naoshima (Samadhisound: 2009) - álbum
- Manafon (Samadhisound: 2009) - álbum
- Sleepwalkers (Samadhisound: 2010) - coletânea
- Died In The Wool (Samadhisound: 2011) - álbum de remixagens de Manafon
- A Victim of Stars 1982-2012 (Virgin: 2012) - coletânea
- Uncommon Deities (Samadhisound: 2012) - álbum com Jan Bang, Erik Honoré, Sidsel Endresen e Arve Henriksen
- Wandermude (Samadhisound: 2012) - álbum com Stephan Mathieu
- There's a Light That Enters Houses With no Other House in Sight (Samadhisound: 2014) - álbum com Franz Wright
- Playing The Schoolhouse (Confront: 2015) - EP, com Jan Bang

## Livros
- Sylvian, David - Hypergraphia: The Writings of David Sylvian 1980–2014 (Opium, 2015 - ISBN 0950955035)[14]